# Theodor Grütter (Fotograf)
Theodor Grütter (* 16. August 1824 in Walsrode; † 10. Dezember 1901 in Bassum; vollständiger Name Conrad Theodor Grütter) war ein deutscher Zeichner und Berufsfotograf.

## Leben
Theodor Grütter wurde 1824 in Walsrode geboren. Als Zeichner und Fotograf wirkte er unter anderem in Verden. Dort betrieb er die „Photographische Anstalt Th. Grütter“, die zeitweilig im Haus Lahusenstraße 12 „in der Nähe des Doms“ ansässig war, wie ein  Revers eines von der in Hannover ansässigen lithografischen Anstalt von Julius Knoevenagel angefertigten Kartonträgers für Fotografien ausweist.
Am 23. Mai 1853 heiratete Grütter in Mainz Anna Maria Frisch (* 30. März 1825 auf dem Dompfarramt in Mainz; † 16. April 1892 in Bassum), genannt „Nannchen“, Tochter des Mainzer Tapezierers Mathias Frisch und dessen Frau Susanna geb. Hedderich.
In Walsrode unterhielt Grütter etwa ab Mitte der 1860er Jahre bis circa 1875 sein Atelier im Haus Lange Strasse 36. Aus diesem Zeitraum stammen einige seiner bekanntesten Bilder. Sie zeigen das „auf dem Kirchplatz errichtete Denkmal zur Erinnerung an den Besuch der Königlichen Familie und die Volljährigkeitsfeier des Kronprinzen Ernst August am 21. September 1863.“ Die 1865 gefertigten Fotos waren ein Geschenk Grütters an den Kronprinzen und gelangten aus dessen Nachlass im 21. Jahrhundert zurück nach Walsrode, durch den dortigen Stadtarchivar Thorsten Neubert-Preine wurden sie im Historischen Kalender Walsrodes für das Jahr 2013 veröffentlicht.
Zuletzt arbeitete Grütter in Bassum, wo er knapp ein Jahrzehnt nach dem Tod seiner Ehefrau starb.